# Herbert Pitman
Vous lisez un « bon article » labellisé en 2010.
Herbert John « Bert » Pitman, né le 20 novembre 1877 et mort le 7 décembre 1961, est un marin britannique. Après avoir rejoint la marine à l'âge de 18 ans, il entre au service de la White Star Line en 1906 et sert notamment à bord du Majestic et de l’Oceanic. En avril 1912, il devient troisième officier du nouveau paquebot de la compagnie, le Titanic. Lorsque le paquebot heurte un iceberg et sombre le 15 avril 1912, Pitman est chargé de diriger un canot et survit ainsi au naufrage. En sa qualité d'officier, il témoigne devant les commissions d'enquête consacrées au drame.
Par la suite, Pitman continue à servir la compagnie à bord de l’Oceanic. Un examen médical révélant qu'il est partiellement daltonien, il sert par la suite à bord de l’Olympic comme commissaire de bord. Il rejoint ensuite la Shaw, Savill and Albion Company Ltd puis sert à bord du Mataroa pendant la Seconde Guerre mondiale.
Il prend sa retraite en 1946 peu après avoir reçu le titre de Membre de l'Ordre de l'Empire britannique et meurt d'une hémorragie cérébrale en 1961.

## Biographie

### Jeunesse et début de carrière

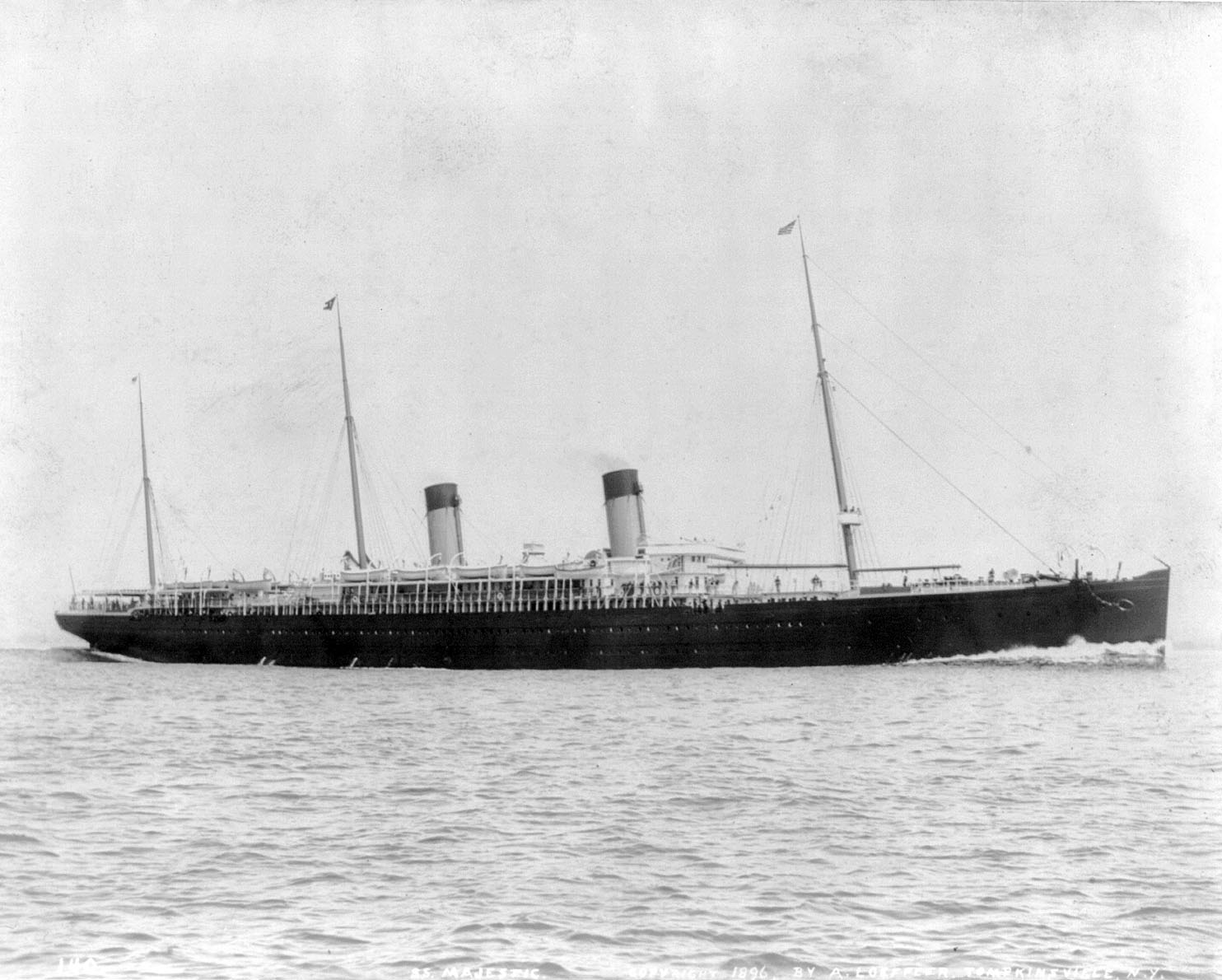
Pitman a servi un temps à bord du Majestic de la White Star Line.

Herbert John Pitman est né à Castle Cary, Somerset le 20 novembre 1877. Il est fils de Henry Pitman et Sarah Marchant Pitman. Son père était fermier avant que la famille déménage en ville.
Herbert Pitman entre dans la marine marchande à l'âge de 18 ans. Il reçoit sa formation au Merchant Venturers' Technical College et obtient ses certificats de capitaine en août 1906, après onze ans passés dans la marine. Il obtient ces certificats au sein de la Blue Anchor Line pour laquelle il a servi 6 ans. Il sert notamment sur les routes à destination de l'Australie et du Japon.
Pitman rejoint la White Star Line en 1906. Il sert sur le Dolphin, le Majestic et l’Oceanic, y occupant des fonctions allant de quatrième à deuxième officier.

### LeTitanic

#### Essais et traversée
Fin mars 1912, Pitman apprend sa mutation à bord du dernier paquebot de la compagnie, le Titanic. Il est notamment choisi pour ses bonnes relations avec les passagers. Comme les autres officiers « junior » du navire, Joseph Boxhall, Harold Lowe et James Moody, Pitman embarque le 27 mars 1912. Le 2 avril suivant, il est présent pour les essais en mer du paquebot, près de Belfast. Le navire prend ensuite la route de Southampton, d'où il doit partir pour son voyage inaugural.
Le 10 avril 1912, le Titanic quitte le port de Southampton pour New York. Pitman assiste le premier officier Murdoch à la manœuvre, sur la passerelle d'accostage située à l'arrière du navire. Il est chargé de transmettre à son supérieur les ordres de la passerelle de commandement. Durant la traversée, Pitman effectue ses quarts aux côtés de Lowe et d'un officier « senior ».

#### Naufrage

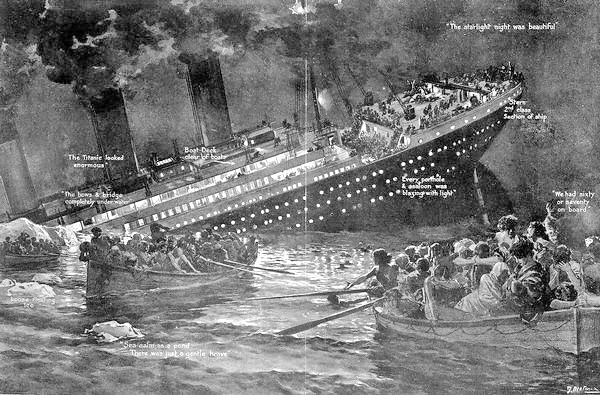
Herbert Pitman est l'un des quatre officiers survivants du naufrage.

Le 14 avril au soir, Pitman n'est pas de quart et se repose dans ses quartiers lorsqu'à 23 h 40, le Titanic heurte un iceberg. Pitman est réveillé par le quatrième officier Joseph Boxhall et est prié de se rendre sur la passerelle pour aider à l'évacuation du navire. Il participe au chargement des premiers canots de tribord sous les ordres de Murdoch, ne s'interrompant que pour observer les morceaux de glace tombés sur le pont avant. Il s'occupe du chargement du canot no 5 et attend un ordre du commandant Smith pour le faire descendre. Murdoch demande finalement à Pitman de diriger le canot, ce qu'il accepte, ne sachant pas que le navire est en train de couler. L'embarcation est mise à la mer à 0 h 55 et compte environ 35 personnes.
Lorsque le navire sombre, des centaines de passagers se débattent dans l'eau gelée. Pitman tente de faire revenir son canot sur les lieux du drame mais se heurte aux protestations des occupants du canot. Par la suite, il se montre fortement traumatisé par les cris des naufragés,. Puis, son embarcation est attachée au canot no 7, avant d'être récupérée par le Carpathia. Ses occupants sont ramenés à New York.
Après le naufrage, Pitman témoigne devant la commission d'enquête du Sénat américain menée par le sénateur William Alden Smith. Il rentre ensuite avec les autres officiers survivants en Angleterre à bord de l’Adriatic. Il témoigne ensuite devant la commission britannique dirigée par Lord Mersey.

### Fin de carrière et mort

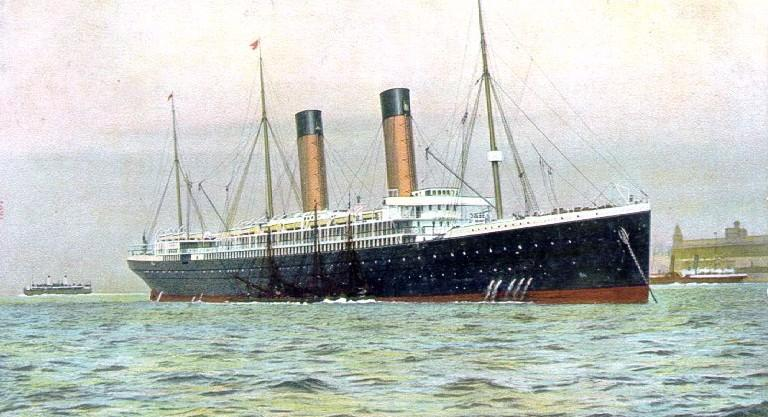
L'un des derniers navires sur lesquels Pitman a servi comme officier est l’Oceanic.

En juillet suivant, Pitman sert à bord de l’Oceanic comme troisième officier. Par la suite, la compagnie oblige ses officiers à passer des tests de vision. On découvre alors que Pitman est partiellement daltonien, ce qui l'empêche de poursuivre une carrière comme officier de pont. Distinguer les couleurs est en effet nécessaire aux officiers, notamment pour identifier de nuit les feux des navires alentour. Il doit de fait devenir commissaire de bord et sert en cette qualité à bord de l’Olympic, sister-ship du Titanic.
Au début des années 1920, il quitte la White Star et rejoint la Shaw, Savill and Albion Company Ltd où il continue à occuper sa fonction de commissaire de bord. Il se marie avec Mimi Kalman qui meurt avant lui. Durant la Seconde Guerre mondiale, il sert à bord du Mataroa.
Pitman se retire en 1946. En mars 1948, il est fait Membre de l'Empire britannique. En 1958, Pitman et Boxhall, les deux derniers officiers survivants du naufrage sont invités à la première du film Atlantique, latitude 41°.
Herbert Pitman meurt le 7 décembre 1961 d'une hémorragie cérébrale, à 84 ans. Il lègue ses biens à sa nièce et à une association de marins.